# Taipei Cinese ai Giochi della XXXII Olimpiade
Taipei Cinese ha partecipato ai Giochi della XXXI Olimpiade di Tokyo. Inizialmente previsti per il periodo 24 luglio - 9 agosto 2020, a causa della pandemia di COVID-19 i Giochi sono stati posticipati di un anno e ufficialmente tenutisi dal 23 luglio all'8 agosto 2021. Tokyo 2020 ha rappresentato la 10ª partecipazione consecutiva ai Giochi Olimpici estivi per Taipei Cinesi, e la 15° totale da Melbourne 1956.
La delegazione di Taipei Cinese è stata rappresentata da un totale di 68 atleti, 35 donne e 33 uomini, i quali sono stati impegnati in 18 discipline differenti.
Il Comitato Olimpico di Taipei Cinese ha ricompensato gli atleti vincitori di medaglia d'oro con 20 milioni di nuovi dollari taiwanesi (circa €609.000), dando una ricompensa in denaro anche agli atleti che hanno raggiunto dalla seconda alla settima o ottava posizione, commisurata al loro posizionamento.
Taipei Cinese ha concluso i Giochi della XXXII Olimpiade con un bottino di 12 medaglie totali - 2 ori, 4 argenti e 6 bronzi - e piazzandosi 34º nel medagliere finale.

## Medaglie

### Medagliere per disciplina
| Sport             | Oro | Argento | Bronzo | Totale |
| ----------------- | --- | ------- | ------ | ------ |
| Badminton         | 1   | 1       | 0      | 2      |
| Sollevamento pesi | 1   | 0       | 1      | 2      |
| Ginnastica        | 0   | 1       | 0      | 1      |
| Judo              | 0   | 1       | 0      | 1      |
| Tiro con l'arco   | 0   | 1       | 0      | 1      |
| Golf              | 0   | 0       | 1      | 1      |
| Karate            | 0   | 0       | 1      | 1      |
| Pugilato          | 0   | 0       | 1      | 1      |
| Taekwondo         | 0   | 0       | 1      | 1      |
| Tennistavolo      | 0   | 0       | 1      | 1      |
| Totale            | 2   | 4       | 6      | 12     |

### Medaglie d'oro
| Medaglia | Nome                  | Sport             | Evento          |
| -------- | --------------------- | ----------------- | --------------- |
| Oro      | Kuo Hsing-chun        | Sollevamento pesi | 59 kg femminile |
| Oro      | Lee Yang Wang Chi-lin | Badminton         | Doppio maschile |

### Medaglie d'argento
| Medaglia | Nome                                       | Sport                | Evento            |
| -------- | ------------------------------------------ | -------------------- | ----------------- |
| Argento  | Yang Yung-wei                              | Judo                 | 60 kg maschile    |
| Argento  | Deng Yu-cheng Tang Chih-chun Wei Chun-heng | Tiro con l'arco      | Squadre maschile  |
| Argento  | Lee Chih-kai                               | Ginnastica artistica | Cavallo           |
| Argento  | Tai Tzu-ying                               | Badminton            | Singolo femminile |

### Medaglie di bronzo
| Medaglia | Nome                     | Sport             | Evento               |
| -------- | ------------------------ | ----------------- | -------------------- |
| Bronzo   | Lo Chia-ling             | Taekwondo         | 57 kg femminile      |
| Bronzo   | Lin Yun-ju Cheng I-ching | Tennistavolo      | Doppio misto         |
| Bronzo   | Chen Wen-huei            | Sollevamento pesi | 64 kg femminile      |
| Bronzo   | Pan Cheng-tsung          | Golf              | Individuale maschile |
| Bronzo   | Huang Hsiao-wen          | Pugilato          | Pesi mosca femminile |
| Bronzo   | Wen Tzu-yun              | Karate            | 55 kg femminile      |

## Delegazione
| Sport             | Uomini | Donne | Totale |
| ----------------- | ------ | ----- | ------ |
| Atletica leggera  | 5      | 1     | 6      |
| Badminton         | 4      | 1     | 5      |
| Canoa/Kayak       | 0      | 1     | 1      |
| Canottaggio       | 0      | 1     | 1      |
| Ciclismo          | 1      | 0     | 1      |
| Equitazione       | 0      | 1     | 1      |
| Ginnastica        | 4      | 1     | 5      |
| Golf              | 1      | 2     | 3      |
| Judo              | 1      | 2     | 3      |
| Karate            | 1      | 1     | 2      |
| Nuoto             | 2      | 1     | 3      |
| Pugilato          | 0      | 4     | 4      |
| Sollevamento pesi | 3      | 4     | 7      |
| Taekwondo         | 2      | 2     | 4      |
| Tennis            | 1      | 4     | 5      |
| Tennistavolo      | 3      | 3     | 6      |
| Tiro              | 2      | 3     | 5      |
| Tiro con l'arco   | 3      | 3     | 6      |
| Totale            | 33     | 35    | 68     |

## Risultati

### Atletica leggera
| Q | Qualificato al turno successivo per la posizione in qualificazione                                                           |
| q | Qualificato per il turno successivo per ripescaggio o, negli eventi su campo, conquistando la misura minima per qualificarsi |

Eventi su pista e strada
| Atleta        | Evento                      | Batteria  | Batteria | Semifinale      | Semifinale      | Finale          | Finale          |
| Atleta        | Evento                      | Risultato | Pos.     | Risultato       | Pos.            | Risultato       | Pos.            |
| ------------- | --------------------------- | --------- | -------- | --------------- | --------------- | --------------- | --------------- |
| Yang Chun-han | 100 m piani maschili        | 10"21     | 5º       | Non qualificato | Non qualificato | Non qualificato | Non qualificato |
| Chen Kuei-ru  | 110 metri ostacoli          | 13"53     | 5º q     | 13"57           | 6º              | Non qualificato | Non qualificato |
| Chen Chieh    | 400 metri ostacoli maschili | 50"96     | 7º       | Non qualificato | Non qualificato | Non qualificato | Non qualificato |
| Hsieh Hsi-en  | 100 metri piani femminili   | 12"49     | 6ª       | Non qualificata | Non qualificata | Non qualificata | Non qualificata |

Eventi su campo
Maschile
| Cheng Chao-tsun | Lancio del giavellotto | 71,20 m | 15º | Non qualificato | Non qualificato | Non qualificato | Non qualificato |
| Huang Shih-feng | Lancio del giavellotto | 77,16 m | 14º | Non qualificato | Non qualificato | Non qualificato | Non qualificato |

### Badminton
Maschile
| Atleta                | Evento  | Fase a gruppi                               | Fase a gruppi                  | Fase a gruppi                              | Fase a gruppi | Eliminazione             | Quarti                           | Semifinale                        | Finale / Med. Bronzo      | Finale / Med. Bronzo |                 |
| Atleta                | Evento  | Avversario Punteggio                        | Avversario Punteggio           | Avversario Punteggio                       | Pos.          | Avversario Punteggio     | Avversario Punteggio             | Avversario Punteggio              | Avversario Punteggio      | Pos.                 |                 |
| --------------------- | ------- | ------------------------------------------- | ------------------------------ | ------------------------------------------ | ------------- | ------------------------ | -------------------------------- | --------------------------------- | ------------------------- | -------------------- | --------------- |
| Chou Tien-chen        | Singolo | Burestedt V (21–12, 21–11)                  | Yang V (21–18, 16–21, 22–20)   | N.D.                                       | 1º Q          | Bye                      | Chen P (14–21, 21–9, 14–21)      | Non qualificato                   | Non qualificato           | Non qualificato      | Non qualificato |
| Wang Tzu-wei          | Singolo | Karunaratne V (21–12, 21–15)                | Nguyen V (21–12, 18–21, 21–12) | N.D.                                       | 1º Q          | Axelsen P (16–21, 14–21) | Non qualificato                  | Non qualificato                   | Non qualificato           | Non qualificato      |                 |
| Lee Yang Wang Chi-lin | Doppio  | Rankireddy / Shetty P (16–21, 21–16, 25–27) | Lane / Vendy V (21–17, 21–14)  | Gideon / Sukamuljo V (21–18, 15–21, 21–17) | 2ª Q          | N.D.                     | Endo / Watanabe V (21–16, 21–19) | Ahsan / Setiawan V (21–11, 21–10) | Li / Liu V (21–18, 21–12) |                      |                 |

Femminile
| Atleta       | Evento  | Fase a gruppi          | Fase a gruppi           | Fase a gruppi        | Fase a gruppi | Eliminazione         | Quarti                          | Semifinale              | Finale / Med. Bronzo         | Finale / Med. Bronzo |
| Atleta       | Evento  | Avversario Punteggio   | Avversario Punteggio    | Avversario Punteggio | Pos.          | Avversario Punteggio | Avversario Punteggio            | Avversario Punteggio    | Avversario Punteggio         | Pos.                 |
| ------------ | ------- | ---------------------- | ----------------------- | -------------------- | ------------- | -------------------- | ------------------------------- | ----------------------- | ---------------------------- | -------------------- |
| Tai Tzu-ying | Singolo | Jaquet V (21–7, 21–13) | Nguyễn V (21–16, 21–11) | Qi V (21–10, 21–13)  | 1ª Q          | Bye                  | Intanon V (14–21, 21–18, 21–18) | Sindhu V (21–18, 21–12) | Chen P (18–21, 21–19, 18–21) |                      |

### Canoa/Kayak

#### Slalom
| Atleta        | Evento       | Qualificazioni | Qualificazioni | Qualificazioni | Qualificazioni | Qualificazioni | Qualificazioni | Semifinale      | Semifinale      | Finale          | Finale          |
| Atleta        | Evento       | 1ª manche      | Pos.           | 2ª manche      | Pos.           | Migliore       | Pos.           | Tempo           | Pos.            | Tempo           | Pos.            |
| ------------- | ------------ | -------------- | -------------- | -------------- | -------------- | -------------- | -------------- | --------------- | --------------- | --------------- | --------------- |
| Chang Chu-han | K1 femminile | 182"95         | 26ª            | 136"66         | 25ª            | 136"66         | 26ª            | Non qualificata | Non qualificata | Non qualificata | Non qualificata |

### Canottaggio
| FD   | Qualificato in finale D (non per le medaglie) |
| SC/D | Semifinali C/D                                |
| QF   | Qualificato ai quarti di finale               |
| R    | Ripescaggio                                   |

Femminile
| Atleta        | Evento            | Batteria | Batteria | Ripescaggio | Ripescaggio | Quarti  | Quarti  | Semifinali | Semifinali | Finale  | Finale |
| Atleta        | Evento            | Tempo    | Pos.     | Tempo       | Pos.        | Tempo   | Pos.    | Tempo      | Pos.       | Tempo   | Pos.   |
| ------------- | ----------------- | -------- | -------- | ----------- | ----------- | ------- | ------- | ---------- | ---------- | ------- | ------ |
| Huang Yi-ting | Singolo femminile | 8'04"59  | 4ª R     | 8'11"56     | 2ª QF       | 8'34"51 | 6ª SC/D | 7'56"00    | 5ª FD      | 7'52"18 | 20ª    |

### Ciclismo su strada
Maschile
| Atleta        | Evento         | Tempo | Pos |
| ------------- | -------------- | ----- | --- |
| Feng Chun-kai | Corsa in linea | DNF   | DNF |

### Equitazione

#### Salto ostacoli
| Atleta       | Cavallo              | Evento      | Qualificazione | Qualificazione | Finale          | Finale          | Totale          | Totale          |
| Atleta       | Cavallo              | Evento      | Penalità       | Pos.           | Penalità        | Pos.            | Penalità        | Pos.            |
| ------------ | -------------------- | ----------- | -------------- | -------------- | --------------- | --------------- | --------------- | --------------- |
| Jasmine Chen | Benitus di Vallerano | Individuale | 9              | 51ª            | Non qualificata | Non qualificata | Non qualificata | Non qualificata |

### Ginnastica

#### Ginnastica artistica
Maschile
Squadra
| Atleta         | Evento               | Qualificazione                               | Qualificazione                               | Qualificazione                               | Qualificazione                               | Qualificazione                               | Qualificazione                               | Qualificazione                               | Qualificazione                               | Finale          | Finale          | Finale          | Finale          | Finale          | Finale          | Finale          | Finale          |
| Atleta         | Evento               | Attrezzo                                     | Attrezzo                                     | Attrezzo                                     | Attrezzo                                     | Attrezzo                                     | Attrezzo                                     | Totale                                       | Pos.                                         | Attrezzo        | Attrezzo        | Attrezzo        | Attrezzo        | Attrezzo        | Attrezzo        | Totale          | Pos.            |
| Atleta         | Evento               | CL                                           | C                                            | A                                            | V                                            | P                                            | S                                            | Totale                                       | Pos.                                         | CL              | C               | A               | V               | P               | S               | Totale          | Pos.            |
| -------------- | -------------------- | -------------------------------------------- | -------------------------------------------- | -------------------------------------------- | -------------------------------------------- | -------------------------------------------- | -------------------------------------------- | -------------------------------------------- | -------------------------------------------- | --------------- | --------------- | --------------- | --------------- | --------------- | --------------- | --------------- | --------------- |
| Lee Chih-kai   | Concorso a squadre   | 14,200                                       | 15,266 Q                                     | 13,033                                       | 14,500                                       | 14,233                                       | 13,000                                       | 84,332                                       | 17º Q                                        | Non qualificati | Non qualificati | Non qualificati | Non qualificati | Non qualificati | Non qualificati | Non qualificati | Non qualificati |
| Tang Chia-hung | Concorso a squadre   | 14,333                                       | 13,000                                       | 13,833                                       | 14,400                                       | 13,966                                       | 13,400                                       | 82,932                                       | 22º Q                                        | Non qualificati | Non qualificati | Non qualificati | Non qualificati | Non qualificati | Non qualificati | Non qualificati | Non qualificati |
| Shiao Yu-jan   | Concorso a squadre   | 13,833                                       | 12,900                                       | 12,833                                       | 14,333                                       | 12,100                                       | 11,800                                       | 77,799                                       | 54º                                          | Non qualificati | Non qualificati | Non qualificati | Non qualificati | Non qualificati | Non qualificati | Non qualificati | Non qualificati |
| Hung Yuan-hsi  | Concorso a squadre   | 13,233                                       | 10,766                                       | 12,633                                       | 12,966                                       | 11,500                                       | 13,000                                       | 74,098                                       | 60º                                          | Non qualificati | Non qualificati | Non qualificati | Non qualificati | Non qualificati | Non qualificati | Non qualificati | Non qualificati |
| Total          | Concorso a squadre   | 42,366                                       | 41,166                                       | 39,699                                       | 43,233                                       | 40,299                                       | 39,500                                       | 246,263                                      | 10ª                                          | Non qualificati | Non qualificati | Non qualificati | Non qualificati | Non qualificati | Non qualificati | Non qualificati | Non qualificati |
| Tang Chia-hung | Concorso individuale | Vedi sopra qualificazioni concorso a squadre | Vedi sopra qualificazioni concorso a squadre | Vedi sopra qualificazioni concorso a squadre | Vedi sopra qualificazioni concorso a squadre | Vedi sopra qualificazioni concorso a squadre | Vedi sopra qualificazioni concorso a squadre | Vedi sopra qualificazioni concorso a squadre | Vedi sopra qualificazioni concorso a squadre | 14,366          | 13,333          | 14,100          | 14,433          | 13,800          | 14,766          | 84,798          | 7º              |
| Lee Chih-kai   | Concorso individuale | Vedi sopra qualificazioni concorso a squadre | Vedi sopra qualificazioni concorso a squadre | Vedi sopra qualificazioni concorso a squadre | Vedi sopra qualificazioni concorso a squadre | Vedi sopra qualificazioni concorso a squadre | Vedi sopra qualificazioni concorso a squadre | Vedi sopra qualificazioni concorso a squadre | Vedi sopra qualificazioni concorso a squadre | 14,400          | 12,666          | 12,733          | 14,400          | 13,900          | 12,600          | 80,699          | 21º             |
| Lee Chih-kai   | Cavallo              | N.D.                                         | 15,266                                       | N.D.                                         | N.D.                                         | N.D.                                         | N.D.                                         | 15,266                                       | 1º Q                                         | N.D.            | 15,400          | N.D.            | N.D.            | N.D.            | N.D.            | 15,400          |                 |

Femminile
| Atleta        | Evento                 | Qualificazione | Qualificazione | Qualificazione | Qualificazione | Qualificazione | Qualificazione | Finale          | Finale          | Finale          | Finale          | Finale          | Finale          |
| Atleta        | Evento                 | Attrezzp       | Attrezzp       | Attrezzp       | Attrezzp       | Totale         | Pos.           | Attrezzo        | Attrezzo        | Attrezzo        | Attrezzo        | Totale          | Pos.            |
| Atleta        | Evento                 | V              | P              | T              | CL             | Totale         | Pos.           | V               | P               | T               | CL              | Totale          | Pos.            |
| ------------- | ---------------------- | -------------- | -------------- | -------------- | -------------- | -------------- | -------------- | --------------- | --------------- | --------------- | --------------- | --------------- | --------------- |
| Ting Hua-tien | Parallele asimmetriche | N.D.           | 12,233         | N.D.           | N.D.           | 12,233         | 63ª            | Non qualificata | Non qualificata | Non qualificata | Non qualificata | Non qualificata | Non qualificata |
| Ting Hua-tien | Trave                  | N.D.           | N.D.           | 12,566         | N.D.           | 12,566         | 50ª            | Non qualificata | Non qualificata | Non qualificata | Non qualificata | Non qualificata | Non qualificata |

### Golf
| Atleta          | Evento                | Round 1   | Round 2   | Round 3   | Round 4   | Spareggio bronzo | Total     | Total | Total |
| Atleta          | Evento                | Punteggio | Punteggio | Punteggio | Punteggio | Punteggio        | Punteggio | Par   | Pos.  |
| --------------- | --------------------- | --------- | --------- | --------- | --------- | ---------------- | --------- | ----- | ----- |
| Pan Cheng-tsung | Individuale maschile  | 74 (+3)   | 66 (−5)   | 66 (−5)   | 63 (−8)   | 14 (−1)          | 269       | −15   |       |
| Hsu Wei-ling    | Individuale femminile | 69 (−2)   | 69 (−2)   | 71 (E)    | 66 (−5)   | –                | 275       | −9    | =15ª  |
| Min Lee         | Individuale femminile | 69 (−2)   | 69 (−2)   | 72 (+1)   | 72 (+1)   | –                | 282       | −2    | =34ª  |

### Judo
A rappresentare il Taipei Cinese al Judo olimpico di Tokyo si sono qualificati tre judoka (un uomo e due donne) into the Olympic in base alla classifica individuale olimpica della Federazione Internazionale Judo.
| Atleta         | Evento          | 32-esimi             | 16-esimi             | Quarti               | Semifinali           | Ripescaggio          | Finale / FB          | Finale / FB     |
| Atleta         | Evento          | Avversario Risultato | Avversario Risultato | Avversario Risultato | Avversario Risultato | Avversario Risultato | Avversario Risultato | Pos.            |
| -------------- | --------------- | -------------------- | -------------------- | -------------------- | -------------------- | -------------------- | -------------------- | --------------- |
| Yang Yung-wei  | 60 kg maschile  | Bye                  | Gerchev V 100–001    | Tsjakadoea V 100–001 | Mkheidze V 101–002   | Bye                  | Takato P 003–101     |                 |
| Lin Chen-hao   | 48 kg femminile | Milani V 102–101     | Dolgova V 102–001    | Krasniqi P 000–100   | Non qualificata      | Rishony P 002–101    | Non qualificata      | 7º              |
| Lien Chen-ling | 57 kg femminile | Bye                  | Kajzer L 003–100     | Non qualificata      | Non qualificata      | Non qualificata      | Non qualificata      | Non qualificata |

### Karate
A rappresentare il Taipei Cinese nel Karate a Tokyo 2020 si sono qualificati due karateka. La vincitrice del bronzo ai mondiali del 2018 si è qualificata direttamente per la competizione di Kumite femminile 55 kg essendo finita tra i migliori quattro karateka alla fine della combinata classifica Olimpica WKF.
Kumite
| Atleta      | Evento          | Gironi               | Gironi               | Gironi               | Gironi | Semifinali           | Finale               | Finale |
| Atleta      | Evento          | Avversario Risultato | Avversario Risultato | Avversario Risultato | Pos.   | Avversario Risultato | Avversario Risultato | Pos.   |
| ----------- | --------------- | -------------------- | -------------------- | -------------------- | ------ | -------------------- | -------------------- | ------ |
| Wen Tzu-yun | 55 kg femminile | Goranova P 2–5       | Bahmanyar V 5–1      | Özçelik V 5–4        | 2ª Q   | Terljuha P 4–4       | Non qualificata      |        |

Kata
| Atleta     | Evento   | Turno eliminatorio | Turno eliminatorio | Turno di classifica | Turno di classifica | Finale / FB          | Finale / FB     |
| Atleta     | Evento   | Punteggio          | Pos.               | Punteggio           | Pos.                | Avversario Risultato | Pos.            |
| ---------- | -------- | ------------------ | ------------------ | ------------------- | ------------------- | -------------------- | --------------- |
| Wang Yi-ta | Maschile | 24,97              | 5º                 | Non qualificato     | Non qualificato     | Non qualificato      | Non qualificato |

### Nuoto
| Atleta          | Evento                      | Batteria | Batteria | Semifinale      | Semifinale      | Finale          | Finale          |
| Atleta          | Evento                      | Tempo    | Pos.     | Tempo           | Pos.            | Tempo           | Pos.            |
| --------------- | --------------------------- | -------- | -------- | --------------- | --------------- | --------------- | --------------- |
| Wang Hsing-hao  | 200 m misti maschili        | 2'00"72  | 37º      | Non qualificato | Non qualificato | Non qualificato | Non qualificato |
| Wang Hsing-hao  | 400 m misti maschili        | 4:19.06  | 25º      | N.D.            | N.D.            | Non qualificato | Non qualificato |
| Wang Kuan-hung  | 100 m farfalla maschili     | 52"44    | =35º     | Non qualificato | Non qualificato | Non qualificato | Non qualificato |
| Wang Kuan-hung  | 200 m farfalla maschili     | 1'54"44  | 2º Q     | 1'55"52         | 13º             | Non qualificato | Non qualificato |
| Huang Mei-chien | 50 m stile libero femminili | 25"99    | 38ª      | Non qualificata | Non qualificata | Non qualificata | Non qualificata |

### Pugilato
| Atleta          | Evento                 | 32-esimi             | 16-esimi             | Quarti               | Semifinali           | Finale               | Finale          |
| Atleta          | Evento                 | Avversario Risultato | Avversario Risultato | Avversario Risultato | Avversario Risultato | Avversario Risultato | Pos.            |
| --------------- | ---------------------- | -------------------- | -------------------- | -------------------- | -------------------- | -------------------- | --------------- |
| Huang Hsiao-wen | Pesi mosca femminile   | Bye                  | Sorrentino V 5–0     | Radovanović V 5–0    | Çakıroğlu P 0–5      | Non qualificata      |                 |
| Lin Yu-ting     | Pesi piuma femminile   | Bye                  | Petecio P 2–3        | Non qualificata      | Non qualificata      | Non qualificata      | Non qualificata |
| Wu Shih-yi      | Pesi leggeri femminile | Alexiusson V 4–1     | Ferreira P 0–5       | Non qualificata      | Non qualificata      | Non qualificata      | Non qualificata |
| Chen Nien-chin  | Pesi welter femminile  | Bye                  | Carini V 3–2         | Borgohain P 1–4      | Non qualificata      | Non qualificata      | Non qualificata |

### Sollevamento pesi
| Atleta           | Evento           | Strappo (kg) | Strappo (kg) | Slancio (kg) | Slancio (kg) | Totale | Pos. |
| Atleta           | Evento           | Risultato    | Pos.         | Risultato    | Pos.         | Totale | Pos. |
| ---------------- | ---------------- | ------------ | ------------ | ------------ | ------------ | ------ | ---- |
| Kao Chan-hung    | 61 kg maschile   | 125          | 9º           | 147          | –            | 125    | DNF  |
| Chen Po-jen      | 96 kg maschile   | 176          | 5º           | 205          | 6º           | 381    | 5º   |
| Hsieh Yun-ting   | +109 kg maschile | 172          | 13º          | 206          | 10º          | 378    | 12º  |
| Fang Wan-ling    | 49 kg femminile  | 80           | 8ª           | 101          | 4ª           | 181    | 4ª   |
| Chiang Nien-hsin | 55 kg femminile  | 81           | 12ª          | 95           | 13ª          | 176    | 13ª  |
| Kuo Hsing-chun   | 59 kg femminile  | 103          | 1ª           | 133          | 1ª           | 236    |      |
| Chen Wen-huei    | 64 kg femminile  | 103          | 4ª           | 127          | 3ª           | 230    |      |

### Taekwondo
| Atleta       | Evento          | Qualificazione       | 16-esimi             | Quarti               | Semifinale           | Ripescaggio 1        | Ripescaggio 2        | Final / FB           | Final / FB      |                 |
| Atleta       | Evento          | Avversario Risultato | Avversario Risultato | Avversario Risultato | Avversario Risultato | Avversario Risultato | Avversario Risultato | Avversario Risultato | Pos.            |                 |
| ------------ | --------------- | -------------------- | -------------------- | -------------------- | -------------------- | -------------------- | -------------------- | -------------------- | --------------- | --------------- |
| Huang Yu-jen | 68 kg maschile  | Bye                  | Hosseini P 15–18     | Non qualificato      | Non qualificato      | Non qualificato      | Non qualificato      | Non qualificato      | Non qualificato |                 |
| Liu Wei-ting | 80 kg maschile  | N.D.                 | Beigi P 11–15        | Non qualificato      | Non qualificato      | Non qualificato      | Non qualificato      | Non qualificato      | Non qualificato |                 |
| Su Po-ya     | 49 kg femminile | Bye                  | Yamada P 9–10        | Non qualificata      | Non qualificata      | Non qualificata      | Non qualificata      | Non qualificata      | Non qualificata | Non qualificata |
| Lo Chia-ling | 57 kg femminile | Bye                  | Lee A-r V 20–18      | Park V 18–9          | Zolotic P 5–28       | Bye                  | Bye                  | Ben Yessouf V 10–6   |                 |                 |

### Tennis
| Atleta                      | Evento             | 64-esimi             | 32-esimi                             | 16-esimi             | Quarti               | Semifinali           | Finale / FB          | Finale / FB     |
| Atleta                      | Evento             | Avversario Punteggio | Avversario Punteggio                 | Avversario Punteggio | Avversario Punteggio | Avversario Punteggio | Avversario Punteggio | Pos.            |
| --------------------------- | ------------------ | -------------------- | ------------------------------------ | -------------------- | -------------------- | -------------------- | -------------------- | --------------- |
| Lu Yen-hsun                 | Singolare maschile | Zverev P 1–6, 3–6    | Non qualificato                      | Non qualificato      | Non qualificato      | Non qualificato      | Non qualificato      | Non qualificato |
| Chan Hao-ching Latisha Chan | Doppio femminile   | N.D.                 | Niculescu / Olaru P 5–7, 6–1, [6–10] | Non qualificate      | Non qualificate      | Non qualificate      | Non qualificate      | Non qualificate |
| Hsieh Yu-chieh Hsu Chieh-yu | Doppio femminile   | N.D.                 | Krejčíková / Siniaková P 2–6, 1–6    | Non qualificate      | Non qualificate      | Non qualificate      | Non qualificate      | Non qualificate |

### Tennistavolo
Maschile
| Atleta                                    | Evento  | Preliminari          | Round 1              | Round 2              | Round 3              | Ottavi               | Quarti               | Semifinali           | Final / FB           | Final / FB      |
| Atleta                                    | Evento  | Avversario Risultato | Avversario Risultato | Avversario Risultato | Avversario Risultato | Avversario Risultato | Avversario Risultato | Avversario Risultato | Avversario Risultato | Pos.            |
| ----------------------------------------- | ------- | -------------------- | -------------------- | -------------------- | -------------------- | -------------------- | -------------------- | -------------------- | -------------------- | --------------- |
| Lin Yun-ju                                | Singolo | Bye                  | Bye                  | Bye                  | Källberg V 4–1       | Tsuboi V 4–2         | Jorgić V 4–0         | Fan P 3–4            | Octcharov P 3–4      | 4º              |
| Chuang Chih-yuan                          | Singolo | Bye                  | Bye                  | Cifuentes V 4–3      | Wong V 4–1           | Assar P 3–4          | Non qualificato      | Non qualificato      | Non qualificato      | Non qualificato |
| Chen Chien-an Chuang Chih-yuan Lin Yun-ju | Squadre | N.D.                 | N.D.                 | N.D.                 | N.D.                 | V 3–0                | P 2–3                | Non qualificati      | Non qualificati      | Non qualificati |

Femminile
| Atleta                                    | Evento  | Preliminari          | Round 1              | Round 2              | Round 3              | Ottavi               | Quarti               | Semifinali           | Final / FB           | Final / FB      |
| Atleta                                    | Evento  | Avversario Risultato | Avversario Risultato | Avversario Risultato | Avversario Risultato | Avversario Risultato | Avversario Risultato | Avversario Risultato | Avversario Risultato | Pos.            |
| ----------------------------------------- | ------- | -------------------- | -------------------- | -------------------- | -------------------- | -------------------- | -------------------- | -------------------- | -------------------- | --------------- |
| Chen Szu-yu                               | Singolo | Bye                  | Bye                  | Bye                  | Zhang V 4–0          | Sun P 0–4            | Non qualificata      | Non qualificata      | Non qualificata      | Non qualificata |
| Cheng I-ching                             | Singolo | Bye                  | Bye                  | Bye                  | Yu P 0–4             | Non qualificata      | Non qualificata      | Non qualificata      | Non qualificata      | Non qualificata |
| Chen Szu-yu Cheng Hsien-tzu Cheng I-ching | Squadre | N.D.                 | N.D.                 | N.D.                 | N.D.                 | V 3–0                | P 0–3                | Non qualificata      | Non qualificata      | Non qualificata |

Mista
| Atleta                   | Evento       | Ottavi                | Quarti               | Semifinale           | Finale / FB           | Finale / FB |
| Atleta                   | Evento       | Avversario Risultato  | Avversario Risultato | Avversario Risultato | Avversario Risultato  | Pos.        |
| ------------------------ | ------------ | --------------------- | -------------------- | -------------------- | --------------------- | ----------- |
| Lin Yun-ju Cheng I-ching | Doppio misto | Achanta / Batra V 4–0 | Lee / Jeon V 4–2     | Mizutani / Ito P 1–4 | Lebesson / Yuan V 4–0 |             |

### Tiro a segno/volo
| Atleta                      | Evento                                 | Qualificazione | Qualificazione | Qualificazione 2 | Qualificazione 2 | Finale          | Finale          |
| Atleta                      | Evento                                 | Punti          | Pos.           | Punti            | Pos.             | Punti           | Pos.            |
| --------------------------- | -------------------------------------- | -------------- | -------------- | ---------------- | ---------------- | --------------- | --------------- |
| Lu Shao-chuan               | Carabina 10 m aria compressa maschile  | 626,3          | 17º            | N.D.             | N.D.             | Non qualificato | Non qualificato |
| Yang Kun-pi                 | Trap maschile                          | 121            | 14º            | N.D.             | N.D.             | Non qualificato | Non qualificato |
| Lin Ying-shin               | Carabina 10 m aria compressa femminile | 623,4          | 26ª            | N.D.             | N.D.             | Non qualificata | Non qualificata |
| Tien Chia-chen              | Pistola 10 m aria compressa femminile  | 559            | 42ª            | N.D.             | N.D.             | Non qualificata | Non qualificata |
| Tien Chia-chen              | Pistola 25 m femminile                 | 584            | 5ª Q           | N.D.             | N.D.             | 10              | 8ª              |
| Wu Chia-ying                | Pistola 10 m aria compressa femminile  | 573            | 14ª            | N.D.             | N.D.             | Non qualificata | Non qualificata |
| Wu Chia-ying                | Pistola 25 m femminile                 | 584            | 7ª Q           | N.D.             | N.D.             | 23              | 5ª              |
| Lin Ying-shin Lu Shao-chuan | Carabina 10 m aria compressa a squadre | 625,4          | 14ª            | Non qualificati  | Non qualificati  | Non qualificati | Non qualificati |

### Tiro con l'arco
Maschile
| Atleta                                     | Evento      | Classificazione | Classificazione | 64-esimi             | 32-esimi             | 16-esimi             | Quarti               | Semifinali           | Finale / FB          | Finale / FB     |
| Atleta                                     | Evento      | Punteggio       | Seed            | Avversario Punteggio | Avversario Punteggio | Avversario Punteggio | Avversario Punteggio | Avversario Punteggio | Avversario Punteggio | Pos.            |
| ------------------------------------------ | ----------- | --------------- | --------------- | -------------------- | -------------------- | -------------------- | -------------------- | -------------------- | -------------------- | --------------- |
| Tang Chih-chun                             | Individuale | 668             | 12              | Nguyễn V 7–1         | Wei V 6–5            | Shanny V 6–5         | Kim V 6–4            | Mauro Nespoli P 2–6  | Furukawa P 3–7       | 4º              |
| Wei Chun-heng                              | Individuale | 661             | 21º             | Castro V 6–2         | Tang P 5–6           | Non qualificato      | Non qualificato      | Non qualificato      | Non qualificato      | Non qualificato |
| Deng Yu-cheng                              | Individuale | 656             | 30º             | Das P 4–6            | Non qualificato      | Non qualificato      | Non qualificato      | Non qualificato      | Non qualificato      | Non qualificato |
| Deng Yu-cheng Tang Chih-chun Wei Chun-heng | Squadre     | 1985            | 6ª              | N.D.                 | N.D.                 | Australia V 5–4      | Cina V 5–1           | Paesi Bassi V 6–0    | Corea del Sud P 0–6  |                 |

Femminile
| Atleta                                 | Evento      | Classificazione | Classificazione | 64-esimi             | 32-esimi             | 16-esimi             | Quarti               | Semifinali           | Finale / FB          | Finale / FB     |
| Atleta                                 | Evento      | Punteggio       | Seed            | Avversario Punteggio | Avversario Punteggio | Avversario Punteggio | Avversario Punteggio | Avversario Punteggio | Avversario Punteggio | Pos.            |
| -------------------------------------- | ----------- | --------------- | --------------- | -------------------- | -------------------- | -------------------- | -------------------- | -------------------- | -------------------- | --------------- |
| Lin Chia-en                            | Individuale | 651             | 21ª             | Psarra V 6–4         | Pärnat V 7–3         | Brown P 2–6          | Non qualificata      | Non qualificata      | Non qualificata      | Non qualificata |
| Lei Chien-ying                         | Individuale | 640             | 30ª             | Marčenko P 4–6       | Non qualificata      | Non qualificata      | Non qualificata      | Non qualificata      | Non qualificata      | Non qualificata |
| Tan Ya-ting                            | Individuale | 646             | 27ª             | Pitman P 4–6         | Non qualificata      | Non qualificata      | Non qualificata      | Non qualificata      | Non qualificata      | Non qualificata |
| Lei Chien-ying Lin Chia-en Tan Ya-ting | Squadre     | 1937            | 7ª              | N.D.                 | N.D.                 | Germania P 2–6       | Non qualificate      | Non qualificate      | Non qualificate      | Non qualificate |

Mista
| Atleta                     | Evento  | Classificazione | Classificazione | 16-esimi             | Quarti               | Semifinali           | Finale / FB          | Finale / FB     |
| Atleta                     | Evento  | Punteggio       | Seed            | Avversario Punteggio | Avversario Punteggio | Avversario Punteggio | Avversario Punteggio | Pos.            |
| -------------------------- | ------- | --------------- | --------------- | -------------------- | -------------------- | -------------------- | -------------------- | --------------- |
| Tang Chih-chun Lin Chia-en | Squadre | 1319            | 8ª              | India P 3–5          | Non qualificati      | Non qualificati      | Non qualificati      | Non qualificati |